# Aclypea bituberosa
Aclypea bituberosa es una especie de escarabajo del género Aclypea, familia Silphidae. Fue descrita científicamente por J. L. LeConte en 1859.
Se distribuye por Canadá y los Estados Unidos. La especie se mantiene activa entre febrero y noviembre.